# ترونتانو

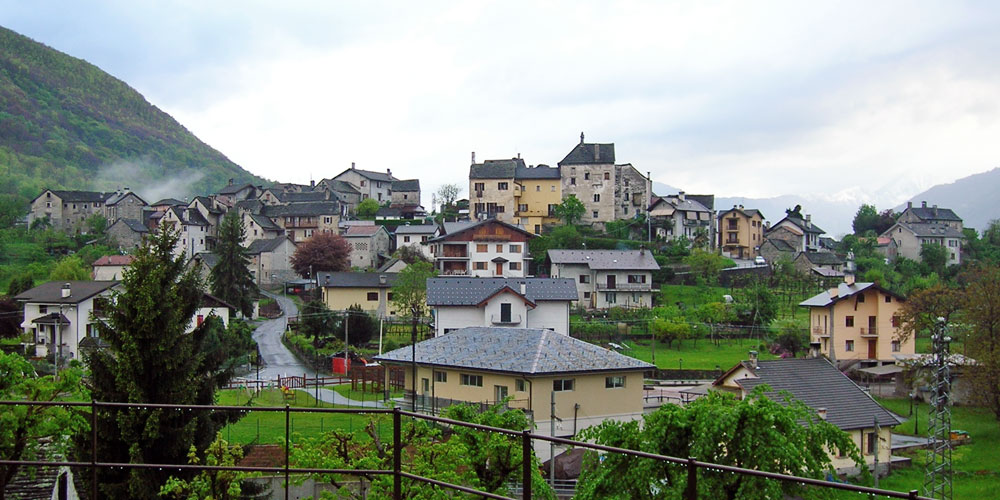
منظر للمدينة

ترونتانو هي (بلدية) في مقاطعة فيربانو-كوسيو-أوسولا في منطقة بيدمونت الإيطالية، وتقع على بعد 120 كم (75 ميل) شمال شرق تورينو وحوالي 25 كم (16 ميل) شمال غرب فيربانيا.

## التعداد
في 31 ديسمبر 2004، كان عدد سكانها 1,684 وتبلغ مساحتها 58.0 كيلومتر مربع (22.4 sq mi).

## الحدود
يحد ترونتانو البلديات التالية: بيورا - كارديزا، كوسوجنو، دومودوسولا، دروغنو، ماليسكو، ماسيرا، بريموسيلو - تشيوفندا، سانتا ماريا ماجيور.